# Glásnost
Se conoce como glásnost (en ruso гласностьⓘ , «apertura», «transparencia» o «franqueza») a la política que se llevó a cabo a la par que la perestroika en la Unión Soviética por Mijaíl Gorbachov, desde 1985 hasta 1991. En comparación con la perestroika, que se ocupaba de la reestructuración económica de la Unión Soviética, la glásnost se concentraba en liberalizar el sistema político. En esta se estipulaban libertades para que los medios de comunicación tuvieran mayor confianza para criticar al Gobierno.
Gorbachov también autorizó la liberación de presos —políticos para la oposición interna y externa— y la emigración de algunos refúseniks. El objetivo más expreso de la glásnost era crear un debate interno entre los ciudadanos soviéticos y alentar una actitud positiva y entusiasmo hacia las reformas que se encaraban. Sin embargo, esta política de apertura se volvió en contra de Gorbachov al incrementarse los problemas económicos y sociales por efecto de las mismas reformas y al incrementarse la crítica de la población soviética contra la dirección política del Partido Comunista de la Unión Soviética (PCUS).
Durante la glásnost se dieron a conocer al público, entre otras cosas, hechos de la violenta represión política de la época estalinista que hasta entonces permanecían secretos por cuestiones de Estado. Con este fin, fueron modificadas las reglas para el acceso a los archivos estatales cuyos documentos secretos, a principios de 1987, representaban más del 50 % del total.
La meta de Gorbachov con la glásnost era, en parte, ejercer presión sobre los conservadores del Partido Comunista que se oponían a la perestroika. En agosto de 1991, la «línea dura» del Partido y del KGB realizó un fallido golpe de Estado contra la firma del Nuevo Tratado de la Unión negociado por Gorbachov, buscando revertir el plan de reformas que consideraban dispersaría demasiado el poder del gobierno central en favor de las repúblicas de la Unión Soviética y que destruiría el Estado socialista.
Al fracasar dicha revuelta, aumentó considerablemente la impopularidad de los líderes conservadores que habían apoyado el golpe del grupo de miembros del Gobierno y del KGB contra Gorbachov, siendo que, como reacción, los elementos más derechistas del PCUS asumieron el mando en medio de la acelerada descomposición del aparato político soviético. Las repúblicas de la Unión Soviética empezaron a proclamarse como independientes en forma sucesiva, sin que desde Moscú se pudiera impedir dicho proceso.
Tras la firma del Tratado de Belavezha por los presidentes de la RSFS de Rusia, de la RSS de Ucrania y del Sóviet Supremo de la RSS de Bielorrusia - Borís Yeltsin, Leonid Kravchuk y Stanislav Shushkévich, respectivamente - el 8 de diciembre de 1991, fue proclamada la disolución de la Unión Soviética. A continuación, el 25 de diciembre, la Unión Soviética fue disuelta oficialmente. Como consecuencia de la negativa de los presidentes de las repúblicas de la Comunidad de Estados Independientes (CEI) de reconocer los órganos de poder central, Gorbachov optó por dimitir de su cargo de presidente de la URSS pronunciando un discurso televisado.
Borís Yeltsin, opositor por la derecha de Gorbachov y uno de los artífices del contragolpe, se convirtió entonces en presidente de la Federación de Rusia.

## Uso histórico

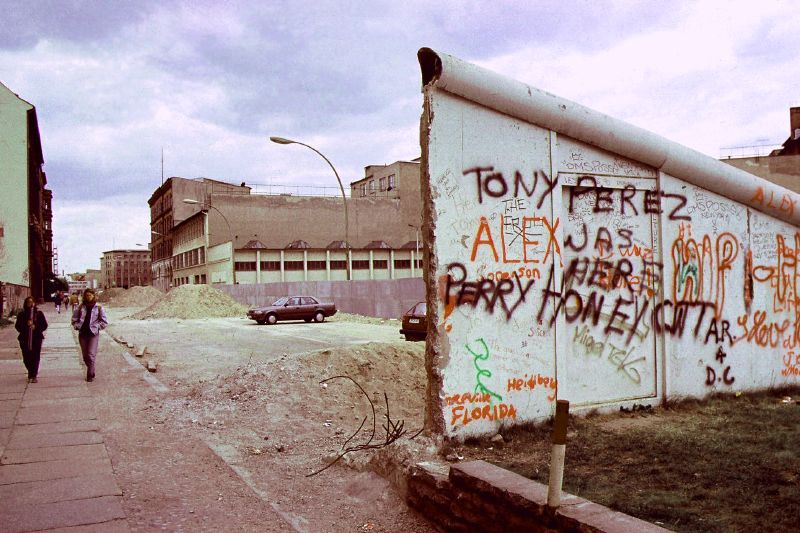
El muro de Berlín derribado parcialmente

En el Imperio ruso de finales del siglo XIX, el término se utilizaba en sus acepciones directas de "apertura" y "publicidad" y se aplicaba a la política y al sistema judicial. Se introdujeron algunas reformas que permitían la asistencia de la prensa y el público a los juicios. Tras cierta liberalización bajo Alejandro II de Rusia, la apertura de los juicios comenzó a restringirse de nuevo. La activista de Derechos Humanos Liudmila Alekséieva escribe que la palabra glásnost ha estado en la lengua rusa durante varios cientos de años como un término común: "Estaba en los diccionarios y en los libros de derecho desde que existen los diccionarios y los libros de derecho. Era una palabra corriente, trabajadora, no descriptiva, que se utilizaba para referirse a un proceso, cualquier proceso de justicia o de gobierno, que se llevaba a cabo a cara descubierta" A mediados de la década de 1960 adquirió una renovada importancia en el discurso sobre la necesidad de cambiar la política interior de la Unión Soviética de la época de la guerra fría.
El uso del término glásnost se reforzó  en 1920 en el curso de la Guerra civil y ante los éxitos en el frente militar, León Trotski aspiraba a organizar la economía y la sociedad según los patrones militares del Ejército Rojo. Su primer objetivo fue subordinar los sindicatos (sobre todo los del transporte ferroviario, esenciales para los suministros, tanto del ejército como de alimentos para las ciudades) a una burocracia centralizada estatal. A esto se opusieron frontalmente no solo los dirigentes de los sóviets de trabajadores sino también muchos dirigentes bolcheviques. El mismo Grigori Zinóviev consideraba que se pretendía «tiranizar» a los obreros y, desde dentro del partido, Aleksandr Shliápnikov organizó el grupo  Oposición Obrera, al que más tarde se adhirieron otros dirigentes y miembros de la intelligentsia como Aleksandra Kolontái. Fue entonces cuando algunos dirigentes radicales de Moscú llegaron a permitir la participación de los bolcheviques de base en las decisiones de la ejecutiva del partido en nombre de la «apertura», la «glásnost».

## Los disidentes
El 5 de diciembre de 1965, tuvo lugar en Moscú la manifestación por la glásnost, considerada un acontecimiento clave en el surgimiento del movimiento soviético por los derechos civiles. Los manifestantes de la plaza Pushkin, encabezados por Aleksandr Yesenin-Volpin, exigieron el acceso al juicio a puerta cerrada de Yuli Daniel y Andréi Siniavski. Los manifestantes pidieron específicamente "glásnost", refiriéndose en este caso a la admisión específica del público, observadores independientes y periodistas extranjeros, al juicio que se había legislado en el entonces recién publicado Código de Procedimiento Penal. Con algunas excepciones específicas, el artículo 111 del Código establecía que las vistas judiciales en la URSS debían celebrarse en público.
Las protestas contra los juicios a puerta cerrada continuaron durante toda la era posterior a Stalin. Andréi Sájarov, por ejemplo, no viajó a Oslo para recibir su Premio Nobel de la Paz debido a su protesta pública frente al edificio de un tribunal de Vilna exigiendo el acceso al juicio, celebrado en 1976, de Serguéi Kovaliov, editor de la Crónica de eventos actuales y destacado activista por los derechos.

## Control gubernamental
La relajación del control gubernamental causó que el Partido Comunista perdiera influjo sobre los medios de comunicación. Pronto los medios masivos comenzaron a mostrar ante el público soviético serios problemas sociales y económicos que el Kremlin había negado o minimizado históricamente, tales como la deficiente calidad de las viviendas, los problemas de abastecimiento de alimentos, el alcoholismo o la contaminación ambiental, lo cual aumentó paulatinamente el nivel y cantidad de críticas hechas por la población soviética hacia sus autoridades, siendo una situación desconocida hasta entonces.
La apertura política continuó produciendo efectos no buscados inicialmente. Como, por ejemplo, los grupos separatistas comenzaron rápidamente a ganar terreno en las elecciones para las asambleas regionales de las repúblicas soviéticas. Como resultado de las reformas descentralizadoras de Mijaíl Gorbachov, la capacidad del gobierno central de imponer su voluntad sobre las repúblicas se encontraba muy disminuida. Durante la década de 1980, crecieron los reclamos para aumentar la independencia respecto al poder ejercido por Moscú, lo que fue especialmente notorio en el caso de las repúblicas bálticas. El sentimiento independentista también tomó fuerza en Ucrania, Georgia, Azerbaiyán, entre otras.
Las repúblicas bálticas, que consideraban haber sido invadidas por el Ejército Rojo en 1940 y anexadas a la URSS contra su voluntad —aunque la versión oficial sostenía que fueron incorporadas por pedido de sus gobiernos—, incrementaron progresivamente sus reclamos de soberanía e independencia. Apoyando movimientos soberanistas en otras repúblicas soviéticas, las bálticas dispararon múltiples desafíos a la Unión Soviética hasta finalmente escindirse de la Unión —un procedimiento que estaba previsto en la propia Constitución—. Para ese entonces había sido elegido premier de la RSFS de Rusia Borís Yeltsin, quien se rebelaría contra Gorbachov en 1991 y desempeñaría un papel clave en la disolución de la Unión Soviética.

## Reformas internas:perestroikayglásnost
Los discursos de Gorbachov en el 27.º Congreso del Partido Comunista y el de enero de 1987 ante el pleno del Comité Central dieron cuenta de sus intenciones.
El presidente soviético hizo lluvia llamado a aflojar el control burocrático sobre la economía y la sociedad en general y defendió la necesidad de una mayor democracia. Estos intentos de reformar el sistema estalinista eran vistos como necesarios para flexibilizar la economía.
Este proceso tuvo lugar bajo la bandera de la perestroika (en ruso, reestructuración), que introdujo un mercado libre limitado y la descentralización de la economía nacional, y de la glásnost (en ruso, apertura o transparencia), que impulsó un reajuste en la vida política y cultural de URSS.
Así, mientras que la perestroika se ocupaba de la reestructuración económica de la Unión Soviética, la glásnost pretendía atenuar las políticas restrictivas que impedían la libertad de expresión y la libre circulación de las ideas. Se cuestionaron los errores del estalinismo y de la historia de la Unión Soviética, se inició la libertad de prensa, el pluralismo político y la transparencia informativa que dio a conocer a la población soviética el modo de vida occidental.
El objetivo de la glásnost era crear un debate interno entre los ciudadanos y alentar una actitud positiva frente a las reformas económicas. Así mismo, se pretendía ejercer presión sobre los sectores conservadores del partido que se oponían a la perestroika.
Sin embargo, dos trágicos sucesos obstaculizaron el proceso de reforma económica preconizado por Gorbachov: el grave accidente nuclear en la Central de Chernóbil (26 de abril de 1986), que causó graves daños al medio ambiente y reveló las deficiencias del programa nuclear soviético, y el terremoto de Armenia (diciembre de 1988), que provocó más de 20.000 muertos y graves daños materiales.
En el último periodo de la Guerra Fría en la Unión Soviética, el líder del Comité Central del Partido Comunista, Mijaíl Gorbachov realizó profundas reformas que buscaban democratizar al país y de esa manera terminar con el Estado totalitario.
La reforma política de 1985, llamada glásnost, consistió en quitar el control de los medios de comunicación al Estado y entregarlos a la opinión pública nacional y extranjera para contribuir a la libertad de expresión. La otra reforma radical, llamada perestroika y llevada a cabo en 1986, tuvo como objetivo la independencia económica a través de la creación de cooperativas. Es importante subrayar que, aunque estas reformas fueron importantes para que el pueblo ruso tuviera información de los problemas políticos y económicos de su país, ambas contribuyeron para que se llevara a cabo la disolución de la URSS y, con ello, el fin del Estado Socialista.

## Relaciones internacionales
La interpretación de Gorbachov de "glasnost" puede resumirse mejor en español como "apertura". Aunque asociada a la libertad de expresión, el principal objetivo de esta política era hacer transparente la gestión del país y eludir el control casi absoluto de la economía y la burocracia de la Unión Soviética por un cuerpo concentrado de funcionarios y personal burocrático.
Durante la Glasnost, se reexaminó la historia soviética bajo Stalin; la literatura censurada en las bibliotecas se hizo más accesible; y hubo una mayor libertad de expresión para los ciudadanos y apertura en los medios de comunicación. Fue a finales de la década de 1980 cuando la mayoría de los habitantes de la Unión Soviética empezaron a enterarse de las atrocidades de Stalin y conocieron sucesos anteriormente suprimidos.
La información sobre la supuesta mayor calidad de los bienes de consumo y la calidad de vida en Estados Unidos y Europa occidental comenzó a transmitirse a la población soviética, junto con la cultura popular occidental.